# Orville Ward Owen

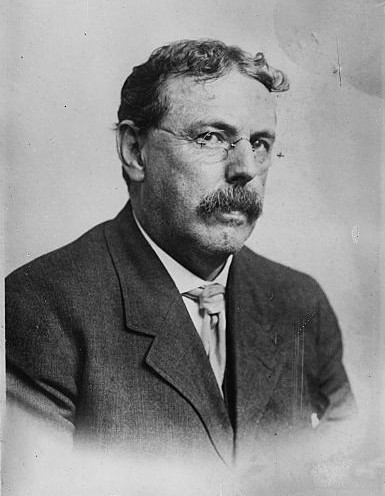

El Dr. Owen Orville Ward (1 de enero de 1854 - 31 de marzo de 1924) fue un médico estadounidense y el exponente de la teoría de Bacon sobre la autoría de las obras Shakespeare. Owen afirmó haber descubierto los mensajes ocultos contenidos en las obras de Shakespeare y Bacon. Descifró estas usando un dispositivo que él inventó llamado 'Rueda de cifrado'. Los presuntos descubrimientos fueron publicados en la obra de varios volúmenes de Owen "Sir Francis Bacon's Cipher Story" (1893-5).

## Método
La 'Rueda de cifrado 'de Owen era un dispositivo para cotejar rápidamente las páginas impresas de las obras de Shakespeare, Francis Bacon y otros autores que combina pasajes que parecían tener alguna conexión con las palabras o frases clave. Owen describió esto como la palabra clave. Una tira kilométrica de tela tenía sobre ella pegadas las obras de Shakespeare, así como muestras de Christopher Marlowe y
otros contemporáneos. Cuando las ruedas giraron, se pusieron de relieve las palabras clave.
El método fue examinado por los criptógrafos William y Elizabeth Friedman, que concluyeron que no tiene validez criptográfica. Además, el Dr. Frederick Mann, un amigo cercano de Owen, publicó una crítica severa poco después de que apareciera el libro de Owen por primera vez. Mann escribió que el método de Owen significa que 'se nos pide creer que tales creaciones incomparables como Hamlet, la tempestad, y Romeo y Julieta no eran producciones principales del genio trascendente que las escribió, pero éramos los dispositivos auxiliares que Bacon, diseñado con el propósito de ocultar el sistema de cifrado en el mismo.' También señaló que Owen y sus colaboradores se dieron una gran libertad en la elección y la alteración de los pasajes a su antojo, a pesar de que se suponía que el texto cifrado para ser identificados por palabras clave; 'en un caso la palabra clave es de 47 líneas lejos de la cita tomada , y en un gran número de casos, no es ni siquiera que se encuentran en la misma página'.
Owen se inspiró en las obras normalmente atribuidas a Bacon, Shakespeare, Robert Greene, George Peele, Edmund Spenser y Robert Burton, todas los cuales él creía que habían sido escritas por Bacon.

## Hallazgos

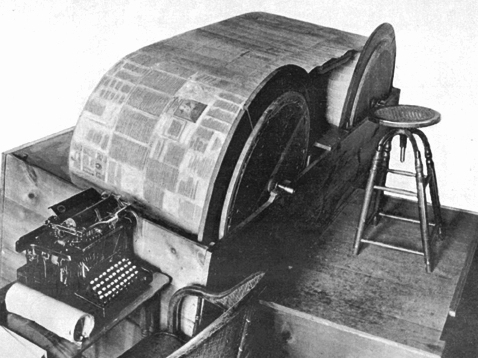
La "rueda de cifrado" de Orville Ward Owen, que utilizó para descifrar los criptogramas de las obras de Shakespeare y demostrar que Bacon era el verdadero autor.

El libro de Owen "Sir Francis Bacon's Cipher Story" (1893-5), declaró que la reina Isabel I se casó en secreto con Robert Dudley, conde de Leicester, quien fue padre de ambos Bacon y Robert Devereux, segundo conde de Essex, más tarde ejecutado sin piedad por su propia madre. Esta fue la base para lo que se conoce como la teoría Príncipe Tudor. Esta historia secreta de la época isabelina fue comunicada por Bacon a través de pasajes codificados en sus propias obras y muchas otras que había escrito atribuidas a otros autores. Los mensajes ocultos de Bacon se comunican en verso libre en la forma de una sesión de preguntas y respuestas, en la que una voz le hace preguntas a Bacon y recibe respuestas en verso largo.
Cuando la reina descubrió que su hijo había escrito Hamlet, los movimientos de Bacon fueron restringidos 'circunscribiendo el alcance libre de ese poderoso intelecto, y obligando a esconder sus mejores trabajos bajo disfraces y cifrados, solo para ser revelado trescientos años después'. Esto también reveló que el propio Bacon descubrió la traición de su hermano, y que Romeo y Julieta es la historia del romance de Bacon con la reina de Francia, Margarita de Valois. Elizabeth confesó que Bacon fue su hijo en su lecho de muerte, pero fue envenenada y estrangulada por Robert Cecil para impedir la proclamación de Bacon como su sucesor. Owen también descubrió dos nuevas obras de Bacon, "The tragical historie of our late brother Robert, earl of Essex" y "The historical tragedy of Mary queen of Scots".
Owen creía que los manuscritos originales estaban escondidos en cajas de hierro enterradas debajo o cerca del río Wye en el castillo de Chepstow. Después de una búsqueda infructuosa en cuevas cerca del castillo en septiembre de 1909, regresó a finales del año siguiente y excavó el lecho del río a unos cientos de metros por encima del castillo en la creencia de que una grieta en el lecho del río creó una bóveda que contendría 66 cajas forradas de plomo. La búsqueda atrajo el interés mediático generalizado y se emplearon hasta 24 hombres para excavar el lodo y apuntalar a los lados. Aunque Owen no pudo encontrar ninguna prueba de la bóveda o de las cajas, descubrió los restos de un puente romano, cerca del castillo, y una cisterna de agua medieval no registradas anteriormente.
Owen murió 'inválido, postrado en la cama, casi sin un centavo', lleno de pesar por el sacrificio de su carrera, su reputación y su salud en la 'controversia baconiana ' y advirtiendo a los admiradores de que no siguieran su ejemplo. Sus teorías fueron desarrollados posteriormente por su asistente Elizabeth Wells Gallup.
La 'Rueda de cifrado' de Owen fue descubierta en un almacén en Detroit por Virginia Fellows, una partidaria de la teoría de Owen, quien la presentó a su editora. Su libro "The Shakespeare Code" se publicó en 2006, poco después de su muerte.